# Меседой
Меседой (рос. Меседой) — село у Веденському районі Чечні Російської Федерації.
Населення становить 227 осіб. Входить до складу муніципального утворення Гунинське сільське поселення.

## Історія
Згідно із законом від 20 лютого 2009 року органом місцевого самоврядування є Гунинське сільське поселення.

## Населення
| 1990 | 2002 | 2010 |
| ---- | ---- | ---- |
| 110  | ↗144 | ↗227 |